# Kjartan Fløgstad
Kjartan Fløgstad (født 7. juni 1944 i Sauda i Rogaland) er en norsk forfatter som skriver på nynorsk. Fløgstad studerede litteratur- og spogvidenskab ved Universitetet i Bergen. Derefter arbejdede han i en periode som industriarbejder og sømand før han debuterede som lyriker med digtsamlingen Valfart i 1968.
Han er far til forfatteren og journalisten Aslak Nore, født 1978.

## Forfatterskabet
Fløgstad debuterede som prosaforfatter i 1970 med Den hemmelege jubel. I 1972 kom novellesamlingen Fangliner, hvor han lader søfolk og skifteholdsarbejdere i sværindustrien komme til orde på deres eget sprog, og forfatterens marxistiske grundsyn bliver tydeligt. Gennembruddet kom i 1977 med romanen Dalen Portland. Her følger han udviklingen af det norske industrisamfund gennem to generationer i efterkrigstiden. I Fyr og flamme er det snarere afviklingen af industrisamfundet som skildres, hvor den sidste generation af "rigtige" arbejdere mister deres klassetilhørsforhold og ender i rastløshed og indre tomhed.
I romanen Kniven på strupen fra 1991 er hele handlingen lagt i samtiden, og romanen er en stram satire over stress, urbanisme og postmodernisme. Flere af hans bøger handler om personer, som bevæger sig i lovens gråzone eller på den anden side af loven, som «terroristromanen» Fimbul. I tillæg har han skrevet to rene kriminalromaner under pseudonymerne K. Villun og K. Villum.
Fløgstad har været en aktiv kulturdebattør og essayist. På samme vis som romanerne demonstrerer essayistikken et tvetydig forhold til norsk industrikultur på den ene side og international kulturindustri på den anden. Han har skrevet en biografi om digteren Claes Gill, rejseskildringer fra Latinamerika, om norske udvandrere til Sydamerika, og har desuden gendigtet latinamerikanske lyrikere. Arbeidets lys er en analyse af sværindustrien i Sauda, og Osloprosessen tager for sig afstanden mellem hovedstadens selvforståelse og byens minskende betydning for landets værdiskabelse. Med Brennbart kaster han sig ind i debatten om forholdet mellem riksmålsbevægelsen og Nasjonal Samling. I Brennbart viser han, at den nynorske målrørelse ikke samarbejdede med Quisling-styret, som mange har troet. Det gjorde derimod riksmålsbevægelsen, hvilket få har været klar over. Han angreb også historikerne Hans Fredrik Dahl og Lars Roar Langslet for at forfalske sproghistorien. Med romanen Grand Manila greb Fløgstad tilbage til temaerne i bøger som Dalen Portland og Fyr og flamme. En af hans sidste udgivelser er den essayistiske rejsbog Pyramiden. Portret af ein forlaten utopi, om en nedlagt sovjetisk mineby på Svalbard.
Fløgstad dyrker en særpræget stil i romanerne såvel som i sagprosaen; han blander sprog fra forskellige stilniveauer, leger med ordspil og alluderer til andre tekster og til film. Han er en af de fremmeste repræsentanter for magisk realisme på norsk, og realistiske handlingsforløb slår pludselig over i det fantastiske.

## Priser
- Aschehougprisen 1975
- Nordisk Råds litteraturpris 1978, for Dalen Portland
- Kritikerprisen 1980, for Fyr og flamme
- Melsom-prisen 1981
- Nynorsk litteraturpris 1983, for U3
- Stavanger Aftenblads kulturpris 1984
- Nynorsk litteraturpris 1986, for Det 7. klima
- The Pegasus Prize for Literature(USA), 1989 for Dalen Portland/Dollar Road
- Gyldendals legat 1991
- Doblougprisen 1997
- Brageprisen 1998, for Kron og mynt
- Gyldendalprisen 1998
- Edvard-prisen 2003 i klassen tekst til musik for Slak line
- Bernardo O'Higgins-ordenen, tildelt af Chiles regering i 2004
- Medalla centenaria Pablo Neruda, tildelt af Chiles regering i 2004
- Årets nynorskbrukar 2005
- P2-lytternes romanpris 2006, for Grand Manila
- Kritikerprisen 2006, for Grand Manila
- Rogaland fylkeskommunes kulturpris 2007
- Sauda kommunes ærespris 2008
- Språkprisen for nynorsk saprosa 2008
- Brageprisen (Brages ærespris) 2008
- Nynorsk litteraturpris 2009 for Grense Jakobselv